# Miles Stapleton de Bedale

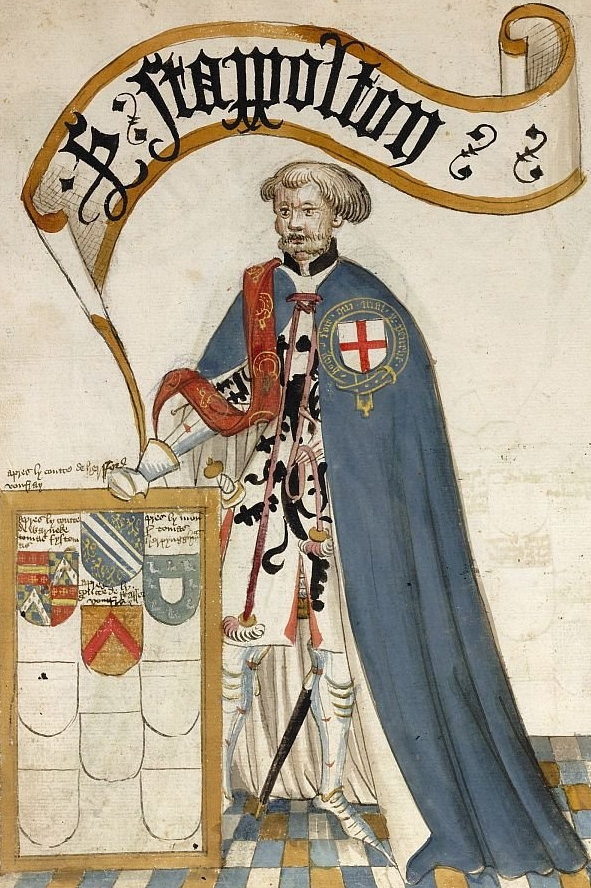
Sir Miles Stapleton de Bedale, 1430~1440.

Miles Stapleton de Bedale ou de Cotherstone (1320? - 29 de setembro de 1364) foi um militar inglês, que em 1348 foi um dos Cavaleiros Fundadores e décimo sexto Cavaleiro da Ordem da Jarreteira. 
Apenas um bebê com a morte de seu pai, ele estava no cerco de Tournai (1340) com seu irmão Brian Stapleton, e depois lutou na Bretanha durante a Guerra de Sucessão da Bretanha. Ele foi, provavelmente, no cerco de Calais, em 1347. Ele participou de três torneios entre outubro de 1347 e janeiro de 1348, em Bury St Edmunds, Eltham e Windsor, após o que foi descrito como um cavaleiro da câmara nas contas de Wardrobe. Em 1354 ele participou de uma embaixada ao Papa Inocêncio VI solicitando a intervenção na guerra anglo-francesa.